# Jean Laubier
Jean Laubier, seigneur de La Chaussée, paroisse de Vertou, fut maire de Nantes de 1593 à 1594.